# Джин Дженнінгз Бартік
Джин Дженнінгз Бартік (англ. Jean Jennings Bartik; 27 грудня 1924, Джентрі — 23 березня 2011, Поукіпсі) — американська математикиня, одна з перших програмісток комп'ютера «ENIAC», піонерка дисципліни програмування цифрових комп'ютерів.
Разом з колегами з Пенсільванського університету розробила й описала низку фундаментальних понять програмування. Згодом працювала на «BINAC» та «UNIVAC», у різноманітних технологічних компаніях технічною авторкою, менеджеркою, інженеркою та програмісткою. Наприкінці життя працювала агенткою з нерухомості.

## Дитинство й освіта
Бетті Джин Дженнінгз народилася 1924 року в бідній родині на фермі в окрузі Джентрі в Міссурі шостою з семи дітей. Батько, Вільям Сміт Дженнінгз (1893—1971), походив з Алантуса, де працював шкільним вчителем у однокласовій школі та фермером. Її мама, Лула Мей Спейнговер (1887—1988), теж жила в Алантусі. Мала трьох старших братів: Вільяма (нар. 10 січня 1915), Роберта (15 березня 1918) та Реймонда (23 січня 1922); двох старших сестер Емму (11 серпня 1916) і Лулу (22 серпня 1919), та молодшу сестру Марбл (15 грудня 1928).
У дитинстві сідлала коня і відвідувала бабусю, вчительку на пенсії. Та щодня купувала дівчині газету, тому що сім'я Бетті не могла дозволити собі такі витрати. Бабуся стала для неї прикладом на все життя. Джин почала вчитися в місцевій малокомплектній школі, де викладав її батько, і стала місцевою знаменитістю як вміла пітчерка і єдина дівчина в софтбольній команді. Щоб відвідувати середню школу, жила з сестрою в сусідньому місті. Почала щодня водити авто, незважаючи на те, що їй було лише 14. У 1941 році, у 16 років, закінчила середню школу в Стенберрі.
У педагогічному коледжі при Північно-Західному університеті штату Міссурі спершу вивчала журналістику. Через погані стосунки з куратором змінила вибір на користь математики. Закінчила навчання в 1945 році, після чого почала комп'ютерну кар'єру. 
Пізніше, у 1967 році, здобула магістерський ступінь з англійської в Пенсільванському університеті. У 2002 році була нагороджена почесним званням докторки від Північно-Західного університету Міссурі.

## Кар'єра
У 1945 році армія США наймала математиків з університетів для допомоги у війні. Попри попередження свого наставника про те, що вона буде лише «коліщатком механізму» в армії, і попри заохочення стати вчителькою математики, Дженнінгз-Бартік вирішила стати людиною-комп'ютером. Її професор математичного аналізу показав їй листівку, що агітувала математикинь іти на роботу «обчислювачами» до Пенсільванського університету, і переконав її обрати роботу там, бо університет мав диференційний аналізатор.
Вона подала заявку і в «IBM», і в Пенсільванський університет. «IBM» відхилив її заявку. А університет прийняв її на роботу для ручного обчислення балістичних траєкторій. Двадцятирічна Дженнінгз, яка ніколи не була за межами штату Міссурі, погодилась, сіла на нічний потяг і за 40 годин була на місці (відстань від Мерівіля до Філадельфії приблизно 1700 км).
В березні 1945 року в Пенсільванському університеті вже працювало близько 70-ти жінок, які використовували підсумовувальні машини і папір. Їхнім добором і навчанням займалася Адель Голдстайн, яка справила на Дженнінгз незабутнє враження своєю впевненістю. Коли Голдстайн закурила в класі й почала читати лекцію, Дженнінгз, яку часто обурювала статева дискримінація, зрозуміла, що вона вже далеко від провінції, де жінкам доводиться палити потайки.
Через кілька місяців серед жінок поширили інформацію про шість вакансій для роботи з якоюсь таємничою машиною, і Дженнінгз охоче пішла на співбесіду, яку проводив Герман Ґолдстайн. Він запитав її про електрику, на що Дженнінгз розповіла йому закон Ома, але Ґолдстайн сказав, що його цікавить, чи не боїться вона працювати з кабелями.
Влітку її та ще п'ятьох жінок (Мерлін Вескофф, Рут Ліхтерман, Бетті Голбертон, Френсіс Білас та Кей Макналті) відправили на Абердинський випробувальний полігон.

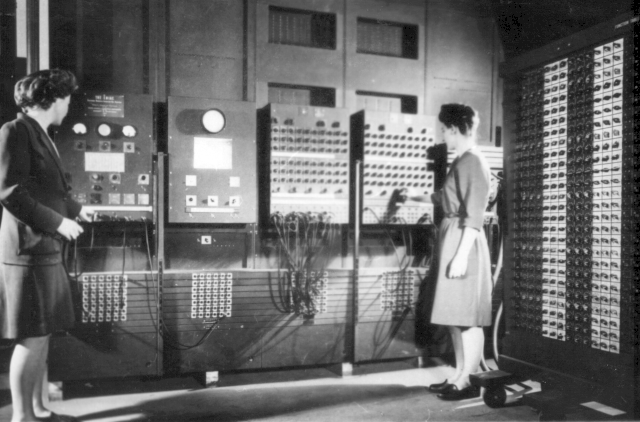
Програмістки Бетті Джин Дженнінгз (ліворуч) та Френ Білас (праворуч) працюють з головною контрольною панеллю ENIAC

Не провівши жодної підготовки з програмування, Дженнінгз попросили задавати задачі для «ENIAC». Дженнінгз, яка стала співлідеркою проєкту (з Бетті Голбертон), та інші чотири початкові програмістки стали дуже вправними в програмуванні «ENIAC». Без інструкції, на яку можна було б покладатись, група вивчила схеми пристрою, опитала інженерів, які його створили, і використала цю інформацію для того, щоб отримати необхідні вміння програмування. Спершу їм взагалі заборонялося бачити апаратне забезпечення «ENIAC», тому що воно було засекреченим, а вони не отримали необхідних дозволів, тому вони повинні були навчитися програмувати комп'ютер, просто вивчаючи його принципові схеми. Також їм спершу не надали місця, де вони могли б разом працювати, тому вони знаходили приміщення для роботи деінде, у незайнятих аудиторіях або гуртожитках.
Під час роботи з «ENIAC», жінки розробили підпрограми, вкладення та інші техніки програмування, та, можливо, винайшли саму дисципліну програмування цифрових комп'ютерів. Партнеркою Дженнінгз у програмуванні була Бетті Голбертон. Разом вони створили головну програму для «ENIAC» та керували групою програмування балістичних обчислень. Команда також навчилася фізично модифікувати машину перемикачами і перестановкою кабелів, що призводило до зміни її функцій. Крім обчислення балістичних траєкторій, вони також невдовзі почали виконувати обчислення ядерних реакцій для Лос-Аламоської національної лабораторії і розширювали область застосування машини загалом. Дженнінгз  разом з Берті Голбертон були обрані для написання програми, яка зображує симуляції траєкторій, під час першої публічної демонстрації «ENIAC».
Бартік так описує першу публічну демонстрацію «ENIAC» у 1946-му році:
|                | День, коли «ENIAC» представили світові, був найбільш захопливим днем мого життя. Демонстрація була легендарною. «ENIAC» обчислював траєкторію швидше, ніж снаряду потрібно було, щоб її пролетіти. «ENIAC» був у 1000 разів швидшим, ніж будь-яка машина на той час. Своїми миготливими лампами він ще більше вражав, наочно демонструючи, як швидко обчислює. Оригінальний текст (англ.) The day ENIAC was introduced to the world was one of the most exciting days of my life. The demonstration was fabulous. ENIAC calculated the trajectory faster than it took the bullet to travel. We handed out copies of the calculations as they were run. ENIAC was 1,000 times faster than any machine that existed prior to that time. With its flashing lights, it also was an impressive machine illustrating graphically how fast it was actually computing. |
| — Джин Бартік, | |

На Абердинському полігоні Джин Дженнінгз зустріла Вільяма Бартіка, інженера, що розробляв у Пенсільванському університеті якийсь проєкт для Пентагону. Вони одружились у грудні 1946-го.
Хоча Дженнінгз-Бартік і зіграла визначну роль у розробці «ENIAC», її робота в Пенсільванському університеті та над «ENIAC» не була відомою, поки її не задокументували у фільмі Top Secret Rosies: The Female "Computers" of WWII (2010). Бартік та чотири інші перші програмістки потім стали частиною групи, яка з Джоном фон Нейманом займалася перетворенням «ENIAC» у комп'ютер, що зберігає програми. Після закінчення війни Бартік продовжила працювати з розробниками «ENIAC» Джоном Екертом та Джоном Моклі, і допомагала їм розробляти комп'ютери «BINAC» та «UNIVAC I». «BINAC» був першим комп'ютером, що використовував зберігання даних на магнітній стрічці замість перфокарт, і першим комп'ютером з двома процесорами. Бартік запрограмувала на ньому систему наведення для «Northrop Aircraf». Для «UNIVAC» вона також займалася розробкою електричних кіл логіки. Коли вона згадувала свою роботу над цими проєктами з Екертом та Моклі, то описувала їхню команду як «технічний Камелот» — тісно пов'язану групу людей, яка розширює кордони обчислень.
На початку 1950-их років Дженнінгз переїхала зі своїм тодішнім чоловіком до Вашингтона, де працювала у відділі продаж компанії «Remington Rand», навчала програмістів відділу перепису населення, а також працювала над програмами «UNIVAC» для авіації флоту.

## Подальше життя
Невдовзі після того як Вільям Бартік вибрав посаду в «Remington Rand» у Філадельфії, пара переїхала туди. Джин Дженнінгз-Бартік, розгнівана тим, що їй не дозволити працювати в одному місці з чоловіком, покинула компанію й галузь на 16 років, присвятивши себе сім'ї. За цей час народила трьох дітей: Тімоті Джона (у 1954), який обрав кар'єру економіста, Джейн Гелен (1959) і Мері Рут (у 1961).
У 1967 році Дженнінгз-Бартік приєдналася до «Auerbach Corporation», ставши авторкою і редакторкою технічних звітів про мінікомп'ютери. Вона залишалася там протягом восьми років, згодом змінювала роботу в кількох інших компаніях, працюючи менеджеркою, технічною письменницею і інженеркою. Розлучилася з Вільямом Бартіком у 1968 році. Зовсім полишила комп'ютерну галузь у 1986 році, коли її останній роботодавець «Data Decisions», закрився. Наступні 25 років працювала агенткою з нерухомості. 
Померла від застійної серцевої недостатності 23 березня 2011 року в Поукіпсі (штат Нью-Йорк).

## Нагороди й вшанування
- Входить до зали слави Women in Technology International[en] (1997)[17]
- Стипендіатка Музею комп'ютерної історії (2008)[11][22]
- Нагорода «Піонер комп'ютерної галузі», від IEEE (2008)[23]
- Нагорода Коренмана від Multinational Center for Development of Women in Technology (2009)[12][23]
- Комп'ютерний музей Джин Дженнінгз Бартік у Північно-Західному університеті штату Міссурі[en] присвячений історії комп'ютера та кар'єрі Дженнінгз-Бартік. [24]
- Стандартна тема системи керування вмістом Drupal названа «Bartik» на її честь.[25] Випадкові імена за замовчуванням для контейнерів «Docker» контейнери можуть використовувати прізвище «bartik»[26].

## Зноски
1. 1 2  Jean Bartik, Software Pioneer, Dies at 86 // The New York Times / J. Kahn — Manhattan: New York Times Company, A. G. Sulzberger, 2011. — ISSN 0362-4331; 1553-8095; 1542-667X
2. 1 2 3 4 5 6 7 8  Архів історії математики Мактьютор — 1994.
3. ↑  SNAC — 2010.
4. 1 2  Find a Grave — 1996.
5. ↑  Computing pioneer Jean Jennings Bartik dies // CNN.com — 2011.
6. 1 2 3 4  https://www.computer.org/profiles/betty-jean-bartik
7. ↑  Google Books — 2005. — С. 29.
8. 1 2  https://books.google.cat/books?id=jjIzEAAAQBAJ&pg=PA45
9. ↑  https://books.google.cat/books?id=jjIzEAAAQBAJ&pg=PA45 — С. 45.
10. 1 2 3  Айзексон, 2017, с. 92.
11. 1 2 3  Jean Bartik. Computer History Museum. Архів оригіналу за 27 жовтня 2017. Процитовано 21 листопада 2017.
12. 1 2 3 4 5 6 7 8 9 10 11 12  Bartik biography. www-history.mcs.st-and.ac.uk. Архів оригіналу за 6 листопада 2017. Процитовано 21 листопада 2017.
13. ↑  Gardner Hendrie. Oral History: Jean Bartik (PDF). Архів оригіналу (PDF) за 19 квітня 2011. Процитовано 21 листопада 2017.
14. 1 2 3 4 5 6  Айзексон, 2017, с. 93.
15. 1 2 3 4 5 6  Barkley Fritz, W. (1996). The Women of ENIAC. IEEE Annals of the History of Computing. 18 (3): 13—28. doi:10.1109/85.511940.
16. ↑  Beyer, Kurt (2009). Grace Hopper and the Invention of the Information Age. MIT Press. с. 178–181. ISBN 978-0-262-01310-9.
17. 1 2 3 4  ENIAC Programmers. WITI Hall of Fame. Women in Technology International (WITI). Архів оригіналу за 1 жовтня 2018. Процитовано 22 квітня 2014.
18. 1 2 3 4 5 6  Lohr, Steve (7 квітня 2011). Jean Bartik, Software Pioneer, Dies at 86. The New York Times. Архів оригіналу за 23 листопада 2017. Процитовано 21 листопада 2017.
19. ↑  Bartik, Jean Jennings (2013). Rickman, Jon T.; Todd, Kim D. (ред.). Pioneer programmer: Jean Jennings Bartik and the computer that changed the world. Kirksville, Missouri: Truman State University Press. ISBN 9781612480862. OCLC 854828754.
20. ↑  Архівована копія. Архів оригіналу за 1 грудня 2017. Процитовано 21 листопада 2017.{{cite web}}:  Обслуговування CS1: Сторінки з текстом «archived copy» як значення параметру title (посилання)
21. ↑  Архівована копія. Архів оригіналу за 1 грудня 2017. Процитовано 21 листопада 2017.{{cite web}}:  Обслуговування CS1: Сторінки з текстом «archived copy» як значення параметру title (посилання)
22. ↑  Kleiman, Kathy. Jean Bartik: the untold story of a remarkable ENIAC programmer. Official Google Blog. Архів оригіналу за 1 грудня 2017. Процитовано 21 листопада 2017.
23. 1 2  Betty Jean Jennings Bartik. IEEE Computer Society Awards. IEEE Computer Society. Архів оригіналу за 3 жовтня 2015. Процитовано 22 квітня 2014.
24. ↑  Jean Jennings Bartik Computing Museum | Special Collections & Archives | Northwest. www.nwmissouri.edu. Northwest Missouri State. Архів оригіналу за 12 квітня 2017. Процитовано 21 листопада 2017.
25. ↑  Bartik | Drupal.org. www.drupal.org. Архів оригіналу за 28 серпня 2016. Процитовано 21 листопада 2017.
26. ↑  Код генератора імен Docker. Github. Процитовано 18 липня 2018.